# Колледж-рок
Колледж-рок (англ. College rock) — американский термин, которым в 1980-е гг. обозначали альтернативный рок.
Название произошло от того, что именно на радиостанциях при колледжах звучали первые альтернативные группы, представлявшие в то время новую волну, постпанк и прочие направления с уклоном в поп. В Великобритании этому термину в то время соответствовал инди-рок. В 1990-е гг. более широкий термин «альтернативный рок» вытеснил «колледж-рок».

## Представители
Две наиболее влиятельные группы колледж-рока R.E.M. и The Smiths проложили дорогу для бесчисленных исполнителей джэнгл-попа в США (The dB's, Let's Active) и Великобритании (The Housemartins, The La's). Однако колледж-рок охватывает и многое другое. Это американский андеграундный постхардкор (Hüsker Dü, Sonic Youth, Minutemen, Meat Puppets, Dinosaur Jr., The Replacements), выжившие представители британской новой волны (XTC и Robyn Hitchcock), похожие причудливые американские группы (They Might Be Giants, Violent Femmes, Camper Van Beethoven, The Pixies), фолк-рок (Billy Bragg, The Waterboys, 10,000 Maniacs), постпанк (The Cure, Siouxsie & the Banshees), синтипоп (New Order, Depeche Mode).